# NFL 1976
Die NFL-Saison 1976 war die 57. Saison der National Football League (NFL).  Die Regular Season begann am 12. September 1976 und dauerte bis zum 12. Dezember 1976.  Die anschließenden Play-offs endeten mit dem Super Bowl XI, in dem die Oakland Raiders auf die Minnesota Vikings trafen.  Die Raiders gewannen mit 32:14 und sicherten sich ihren ersten Super-Bowl-Titel.  Der Pro Bowl wurde am 17. Januar im Kingdome in Seattle, Washington ausgetragen.
Die Liga wurde auf 28 Mannschaften erweitert, neu hinzu kamen die Seattle Seahawks und die Tampa Bay Buccaneers. Damit wurde eine der Bedingungen der Fusion 1966, zwischen der AFL und der NFL, umgesetzt. Die Mannschaften wurden in die Divisions AFC West (Buccaneers) und NFC West (Seahawks) eingeordnet.

## Saisonverlauf

### Expansion Draft
Der NFL Expansion Draft von 1976 der National Football League war ein Expansion Draft, bei dem die beiden neuen Teams, die Seattle Seahawks und die Tampa Bay Buccaneers, im Zuge der Aufstockung von 26 auf 28 Teams ihre ersten Spieler unter Vertrag nehmen konnten. Die beiden Expansion Teams sollten dieser Saison den Spielbetrieb aufnehmen, weshalb vom 30.–31. März 1976 der Expansion Draft abgehalten wurde.

### NFL Draft
Der NFL Draft 1976 fand vom 8. bis 9. April im Roosevelt Hotel in New York City statt. Der Draft lief über 17 Runden, in denen 487 Spieler ausgewählt wurden. Es war der letzte Draft mit 17 Runden, im nächsten Draft wurden nur noch zwölf Runden ausgetragen. Die beiden Expansion Teams hatten im Draft in jeder Runde die ersten beiden Picks. Durch ein Losentscheid konnten die Tampa Bay Buccaneers den ersten Pick auswählen, wobei sie sich für den Defensive End Lee Roy Selmon von der University of Oklahoma entschieden.

### Regular Season
| AFC East             | AFC East | AFC East | AFC East | AFC East | AFC East | AFC East | AFC East | AFC East |
| Team                 | S        | N        | U        | SQ       | P+       | P−       | DIV      | CONF     |
| -------------------- | -------- | -------- | -------- | -------- | -------- | -------- | -------- | -------- |
| Baltimore Colts      | 11       | 3        | 0        | 0,786    | 417      | 246      | 7–1      | 11–1     |
| New England Patriots | 11       | 3        | 0        | 0,786    | 376      | 236      | 6–2      | 10–2     |
| Miami Dolphins       | 6        | 8        | 0        | 0,429    | 263      | 264      | 5–3      | 6–6      |
| New York Jets        | 3        | 11       | 0        | 0,214    | 169      | 383      | 2–6      | 3–9      |
| Buffalo Bills        | 2        | 12       | 0        | 0,143    | 245      | 363      | 0–8      | 2–10     |

| NFC East            | NFC East | NFC East | NFC East | NFC East | NFC East | NFC East | NFC East | NFC East |
| Team                | S        | N        | U        | SQ       | P+       | P−       | DIV      | CONF     |
| ------------------- | -------- | -------- | -------- | -------- | -------- | -------- | -------- | -------- |
| Dallas Cowboys      | 11       | 3        | 0        | 0,786    | 296      | 194      | 6–2      | 9–3      |
| Washington Redskins | 10       | 4        | 0        | 0,714    | 291      | 217      | 6–2      | 9–3      |
| St. Louis Cardinals | 10       | 4        | 0        | 0,714    | 309      | 267      | 5–3      | 9–3      |
| Philadelphia Eagles | 4        | 10       | 0        | 0,286    | 165      | 286      | 2–6      | 4–8      |
| New York Giants     | 3        | 11       | 0        | 0,214    | 170      | 250      | 1–7      | 3–9      |

| AFC Central         | AFC Central | AFC Central | AFC Central | AFC Central | AFC Central | AFC Central | AFC Central | AFC Central |
| Team                | S           | N           | U           | SQ          | P+          | P−          | DIV         | CONF        |
| ------------------- | ----------- | ----------- | ----------- | ----------- | ----------- | ----------- | ----------- | ----------- |
| Pittsburgh Steelers | 10          | 4           | 0           | 0,714       | 342         | 138         | 5–1         | 9–3         |
| Cincinnati Bengals  | 10          | 4           | 0           | 0,714       | 335         | 210         | 4–2         | 8–4         |
| Cleveland Browns    | 9           | 5           | 0           | 0,643       | 267         | 287         | 3–3         | 7–5         |
| Houston Oilers      | 5           | 9           | 0           | 0,357       | 222         | 273         | 0–6         | 3–9         |

| NFC Central       | NFC Central | NFC Central | NFC Central | NFC Central | NFC Central | NFC Central | NFC Central | NFC Central |
| Team              | S           | N           | U           | SQ          | P+          | P−          | DIV         | CONF        |
| ----------------- | ----------- | ----------- | ----------- | ----------- | ----------- | ----------- | ----------- | ----------- |
| Minnesota Vikings | 11          | 2           | 1           | 0,821       | 305         | 176         | 5–2         | 9–2–1       |
| Chicago Bears     | 7           | 7           | 0           | 0,500       | 253         | 216         | 4–2         | 7–5         |
| Detroit Lions     | 6           | 8           | 0           | 0,429       | 262         | 220         | 2–4         | 4–8         |
| Green Bay Packers | 5           | 9           | 0           | 0,357       | 218         | 299         | 1–5         | 5–8         |

| AFC West             | AFC West | AFC West | AFC West | AFC West | AFC West | AFC West | AFC West | AFC West |
| Team                 | S        | N        | U        | SQ       | P+       | P−       | DIV      | CONF     |
| -------------------- | -------- | -------- | -------- | -------- | -------- | -------- | -------- | -------- |
| Oakland Raiders      | 13       | 1        | 0        | 0,929    | 350      | 237      | 7–0      | 10–1     |
| Denver Broncos       | 9        | 5        | 0        | 0,643    | 315      | 206      | 5–2      | 7–5      |
| San Diego Chargers   | 6        | 8        | 0        | 0,429    | 248      | 285      | 2–5      | 4–8      |
| Kansas City Chiefs   | 5        | 9        | 0        | 0,357    | 290      | 376      | 2–5      | 4–8      |
| Tampa Bay Buccaneers | 0        | 14       | 0        | 0,000    | 125      | 412      | 0–4      | 0–13     |

| NFC West            | NFC West | NFC West | NFC West | NFC West | NFC West | NFC West | NFC West | NFC West |
| Team                | S        | N        | U        | SQ       | P+       | P−       | DIV      | CONF     |
| ------------------- | -------- | -------- | -------- | -------- | -------- | -------- | -------- | -------- |
| Los Angeles Rams    | 10       | 3        | 1        | 0,750    | 351      | 190      | 6–0      | 9–2–1    |
| San Francisco 49ers | 8        | 6        | 0        | 0,571    | 270      | 190      | 5–2      | 7–5      |
| Atlanta Falcons     | 4        | 10       | 0        | 0,286    | 172      | 312      | 2–5      | 3–8      |
| New Orleans Saints  | 4        | 10       | 0        | 0,286    | 253      | 346      | 2–5      | 4–8      |
| Seattle Seahawks    | 2        | 12       | 0        | 0,143    | 229      | 429      | 1–3      | 1–12     |

 Divisionssieger 0
 Wildcard

Quellen: nfl.com, pro-football-reference.com
Division Tie-Breaker
- Baltimore beendete die Saison vor New England in der AFC East aufgrund ihrer besseren Division-Bilanz (7–1 gegenüber 6–2 von New England).
- Pittsburgh beendeten die Saison vor Cincinnati in der AFC Central aufgrund ihrer zwei direkten Siege.
- Washington beendeten die Saison vor St. Louis in der NFC East aufgrund ihrer zwei direkten Siege.
- New Orleans beendete die Saison vor Atlanta in der NFC West aufgrund ihrer besseren Punktedifferenz (27 Punkte) in den beiden gemeinsamen Partien (50:23 für New Orleans).

## Play-offs

### Teams
| AFC  | AFC                  | AFC            | AFC    |
| Rang | Team                 | Division       | Bilanz |
| ---- | -------------------- | -------------- | ------ |
| 1    | Oakland Raiders      | Sieger West    | 13–1   |
| 2    | Baltimore Colts      | Sieger East    | 11–3   |
| 3    | Pittsburgh Steelers  | Sieger Central | 10–4   |
| 4    | New England Patriots | East           | 11–3   |

| NFC  | NFC                 | NFC            | NFC    |
| Rang | Team                | Division       | Bilanz |
| ---- | ------------------- | -------------- | ------ |
| 1    | Minnesota Vikings   | Sieger Central | 11–2–1 |
| 2    | Dallas Cowboys      | Sieger East    | 11–3   |
| 3    | Los Angeles Rams    | Sieger West    | 10–3–1 |
| 4    | Washington Redskins | East           | 10–4   |

### Turnierbaum
|  | Divisional Playoffs             | Divisional Playoffs         | Divisional Playoffs |                                 |                   | Conf. Championship Games | Conf. Championship Games | Conf. Championship Games |  |  | Super Bowl XI | Super Bowl XI | Super Bowl XI |
|  |                                 |                             |                     |                                 |                   |                          |                          |                          |  |  |               |               |               |
|  | 18. Dez. – Metropolitan Stadium |                             |                     |                                 |                   |                          |                          |                          |  |  |               |               |               |
|  |                                 |                             |                     |                                 |                   |                          |                          |                          |  |  |               |               |               |
|  | 1                               | Minnesota Vikings           | 35                  |                                 |                   |                          |                          |                          |  |  |               |               |               |
|  | 1                               | Minnesota Vikings           | 35                  | 26. Dez. – Metropolitan Stadium |                   |                          |                          |                          |  |  |               |               |               |
|  | 4                               | Washington Redskins         | 20                  |                                 |                   |                          |                          |                          |  |  |               |               |               |
|  | 4                               | Washington Redskins         | 20                  | 1                               | Minnesota Vikings | 24                       |                          |                          |  |  |               |               |               |
|  | 19. Dez. – Texas Stadium        |                             |                     | 1                               | Minnesota Vikings | 24                       |                          |                          |  |  |               |               |               |
|  |                                 | 3                           | Los Angeles Rams    | 13                              |                   |                          |                          |                          |  |  |               |               |               |
|  | 2                               | 3                           | Los Angeles Rams    | 13                              | Dallas Cowboys    | 12                       |                          |                          |  |  |               |               |               |
|  | 2                               |                             |                     | 9. Januar – Rose Bowl           | Dallas Cowboys    | 12                       |                          |                          |  |  |               |               |               |
|  | 3                               | Los Angeles Rams            | 14                  |                                 |                   |                          |                          |                          |  |  |               |               |               |
|  | 3                               | Los Angeles Rams            | 14                  | N1                              | Minnesota Vikings | 14                       |                          |                          |  |  |               |               |               |
|  | 18. Dez. – Oakland Coliseum     |                             |                     | N1                              | Minnesota Vikings | 14                       |                          |                          |  |  |               |               |               |
|  |                                 | A1                          | Oakland Raiders     | 32                              |                   |                          |                          |                          |  |  |               |               |               |
|  | 1                               | A1                          | Oakland Raiders     | 32                              | Oakland Raiders   | 24                       |                          |                          |  |  |               |               |               |
|  | 1                               | 26. Dez. – Oakland Coliseum |                     |                                 | Oakland Raiders   | 24                       |                          |                          |  |  |               |               |               |
|  | 4                               | New England Patriots        | 21                  |                                 |                   |                          |                          |                          |  |  |               |               |               |
|  | 4                               | New England Patriots        | 21                  | 1                               | Oakland Raiders   | 24                       |                          |                          |  |  |               |               |               |
|  | 19. Dez. – Memorial Stadium     |                             |                     | 1                               | Oakland Raiders   | 24                       |                          |                          |  |  |               |               |               |
|  |                                 | 3                           | Pittsburgh Steelers | 7                               |                   |                          |                          |                          |  |  |               |               |               |
|  | 2                               | 3                           | Pittsburgh Steelers | 7                               | Baltimore Colts   | 14                       |                          |                          |  |  |               |               |               |
|  | 2                               |                             |                     |                                 | Baltimore Colts   | 14                       |                          |                          |  |  |               |               |               |
|  | 3                               | Pittsburgh Steelers         | 40                  |                                 |                   |                          |                          |                          |  |  |               |               |               |
|  | 3                               | Pittsburgh Steelers         | 40                  |                                 |                   |                          |                          |                          |  |  |               |               |               |

## Super Bowl XI
Der elfte Super Bowl fand am 9. Januar 1977 im Rose Bowl in Pasadena, Kalifornien statt.
Im Finale trafen die Oakland Raiders auf die Minnesota Vikings, die Oakland Raiders gewannen ihren ersten Super Bowl.
|                                         |                        | Super Bowl XI     |         |                 |  |                                                  |
| Pasadena 9. Januar 1977 12:47 Uhr (PST) |                        | Minnesota Vikings | 14 : 32 | Oakland Raiders |  | Rose Bowl Zuschauer: 103.438 Referee: Jim Tunney |
| Pasadena 9. Januar 1977 12:47 Uhr (PST) | (0:0, 0:16, 7:3, 7:13) | Minnesota Vikings |         | Oakland Raiders |  | Rose Bowl Zuschauer: 103.438 Referee: Jim Tunney |

## Auszeichnungen
| Most Valuable Player            | Bert Jones, Quarterback, Baltimore Colts         |
| Coach of the Year               | Forrest Gregg, Cleveland Browns                  |
| Offensive Player of the Year    | Bert Jones, Quarterback, Baltimore Colts         |
| Defensive Player of the Year    | Jack Lambert, Linebacker, Pittsburgh Steelers    |
| Offensive Rookie of the Year    | Sammy White, Wide Receiver, Minnesota Vikings    |
| Defensive Rookie of the Year    | Mike Haynes, Cornerback, New England Patriots    |
| Comeback Player of the Year     | Greg Landry, Quarterback, Detroit Lions          |
| Man of the Year                 | Franco Harris, Runningback, Pittsburgh Steelers  |
| Super Bowl Most Valuable Player | Fred Biletnikoff, Wide Receiver, Oakland Raiders |